# Mordowanie pomysłów
Mordowanie pomysłów – ang. idea killers lub idea squelchers – zwroty językowe stosowane powszechnie w celu jawnego lub zakamuflowanego krytykowania cudzego pomysłu. Podstawowym błędem jest tutaj przyjęcie pozycji nieomylnego i wszystko wiedzącego autorytetu, w wyniku czego dobieramy takie słowa, które mają wykazać, że pomysł jest zły, podczas gdy to nam się wydaje, że jest zły.
Najczęstszymi przejawami kategorycznego i autorytatywnego krytykowania są:
1. Traktowanie pomysłu jako niezróżnicowanej całości, która nic nie jest warta, podczas gdy każdy pomysł ma swoje dobre i złe strony. Zamiast powiedzieć "to głupi pomysł", powinniśmy powiedzieć "w tym pomyśle nie podoba mi się to i to". W każdym pomyśle można znaleźć coś dobrego i nie należy go odrzucać en bloc, a tylko jego wybrane fragmenty.
2. Nieuzasadnianie lub pozorne uzasadnianie krytyki. Dostatecznym uzasadnieniem nie jest powiedzenie "Wiadomo, że to nie będzie działać", gdy wcale tego nie wiadomo, a przynajmniej nie jest to oczywiste samo przez się, to, że coś podobnego nie zadziałało nie znaczy, że to konkretne rozwiązanie również się nie sprawdzi. Często również odnosimy się do bliżej nie sprecyzowanych specjalistów "badacze mówią", "to już zbadano", "naukowcy to obalili" lub przywołujemy ogólnikowo ludzi obdarzonych autorytetem lub jego brakiem np. "Amerykanie już dawno się z tego wycofali" czy "nawet Rosjanie już tego nie stosują".
3. Szufladkowanie polega na używaniu konkretnych formuł lub specjalistycznych terminów, aby zdyskredytować pomysł. Mówimy na przykład: "To czysty redukcjonizm!", i w ten sposób osiągamy dwa cele: wrzucamy pomysł do niezbyt ważnej kategorii oraz wskazujemy jego nikłą oryginalność. Dość często w takiej sytuacji, jeśli ktoś nie wie czym jest redukcjonizm i dlaczego jest taki niewłaściwy, nie będzie miał odwagi przyznać się do tego; a już na pewno nie zrobi tego autor krytykowanego pomysłu.
4. Bezosobowość krytyki. Bardzo często autorytarnie stwierdzamy, że coś jest po prostu złe, zamiast powiedzieć, że nam się nie podoba. W ten sposób popełniamy nadużycie polegające na popieraniu własnego zdania jakimś rzekomo istniejącym i obowiązującym sądem ogólnym.

Tak więc mało szkodliwa krytyka (jeśli z jakichś powodów nie może być konstruktywna) powinna unikać szufladkowania, a do tego korzystać ze zwrotów podkreślających jej szczegółowość, zasadność i osobisty charakter.

## Sposoby mordowania pomysłów.
Użycie jednego z poniższych zwrotów lub podobnego mu może doprowadzić do stłamszenia pożytecznej idei, a także tego, kto ją zgłosił. Nie musi jednak tak się stać, ponieważ bardzo dużo zależy od kontekstu, w którym te słowa są wypowiadane oraz tego, jak spostrzega intencje wypowiadającego odbiorca. Dlatego nie można dopuszczać się nadużycia polegającego na automatycznym interpretowaniu poniższych wyrażeń jako czegoś niszczącego twórczość grupową.

- Tak, ale...
- Nigdy dotąd tego nie robiliśmy.
- Już nad tym pracowaliśmy.
- To nie będzie działać!
- W teorii to się zgadza, ale nie będzie działać w praktyce!
- Zbyt teoretyczne.
- Co ludzie pomyślą?
- Gdyby to było dobre, ktoś by na to wpadł wcześniej.
- Zbyt nowoczesne!
- Zbyt przestarzałe!
- Pan nie rozumie w jakiej jesteśmy sytuacji!
- A któż to wymyślił?
- To się sprawdzało przez dwadzieścia lat, więc musi być dobre.
- Po prostu wiem, że to nie będzie działać!
- Bądźmy realistami...